# Peziza phyllogena
Peziza phyllogena är en svampart som beskrevs av Cooke 1877. Peziza phyllogena ingår i släktet Peziza och familjen Pezizaceae.  Arten är reproducerande i Sverige. Inga underarter finns listade i Catalogue of Life.